# Аманда Карингтон
Аманда Карингтон је измишљени лик из из АБЦ-ове сапунице ударног термина Династије који су створили Ричард и Естер Шапиро. Њу је играла Катарина Оксенберг две сезоне од 1984. до 1896. године па Карен Челини 13 епизода у седмоје сезони од 1986. до 1987. године.

## Изглед
Аманду је почела да тумачи Катарина Оксенберг 1984. године у епизоди „Aманда” пете сезоне. Током раздобља у продукцији између шесте и седме сезоне, Оксенбергова је напустила улогу 1986. године највероватније због несугласица око плате. Агент Оксенбергове је наваљивао да је Оксенбергова добровољно напустила Династију док је неколико часописа написало да је добила отказ.
Улогу је одмах преузела Карен Челини која се појавила у 13 епизода седме сезоне пре него што је лик отписан у епизоди „Бушотина”.
Аманда се није појавила 1991. године у наставку у облику мини-серије Династија: На окупу.

## Приче

### Сезона пет
Убрзо по нестанку Фалон Карингтон и претпоставци да је погинула у паду ваздухоплова, једна млада девојка Аманда Бедфорд се појавила у поткровљу Фалонине мајк Алексис у епизоди „Aманда”. Иако ју је подигла Алексисина сестра од тетка Розалин Бедфорд, Аманда је Алексисина ћерка која је дошла у Денвер из Енглеске како би пружила мајци подршку пошто је ухапшена и ослобођена оптужбе за убиство Марка Џенингса.
Како су се вести о Алексисиној "новој" ћерки рашириле, бивши супруг Блејк је почео посебно да се занима за њу па је ускоро сазнао да је Алексис била трудна кад ју је протерао из Денвера готово две деценије раније. Иако је Алексис наваљивала да је Амандин отац неки инструктор скијања са којим је била у вези, на крају је откривено да она јесте Блејкова ћерка и да ју је Алексис крила од њега као освету зато што ју је протерао.
Аманди се свидео Алексисин вереник Декс Декстер па је покушала да га смува. Кад су остали сами завејани у колиби, они су се препустили осећањима и водили су љубав. Одмах после тога се Декс покајао због свог поступка па је најавио да ће се оженити Алексис.
Тужну и потиштену, Аманду је Блејк позвао на скуп у Акапулко где је она упознала згодног краљевића Мајкла од Молдавије. Алексис, која познаје Мајкловог оца краља Галена одавно, је подржавала везу. Аманда је сазнала да је Мајкл верен са Еленом, Молдавијском грофицом, али је он уверавао Аманду да је то безљубавна веза. Мајкл ју је запросио, а Аманда је упркос својим осећањима према Дексу пристала.
Док су били вереници, Аманду су замало отели молдавијски пучисти, али ју је Декс спасао. На крају сезоне 15. маја 1985. године у епизоди „Краљевска свадба”, пучисти су упали у капелу у намери да убију краља Галена. Све званице су била засуте ватром па је изгледало као да су сви сватови и званице изгинули или на самрти.

### Сезона шест
Аманда, Мајкл и остатак породице Карингтон су преживели пуч, али су Лук Фулер, дечко Амандиног брата Стивен, и породична пријатељица леди Ешли Мичел погинули. Гален је нестао и претпостављало се да је мртав, а наследник Мајкл је био присиљен да напусти земљу.
Изгнанство је ипак затегло Амандин и Мајклов брак јер су он и Алексис постали опседнути спашавањем краља Галена (који је држан како би се платио откуп) и повраћање краљевине. Аманда и Декс су се поново зближили пошто је Аманда затекла Мајкла и Елену у незгодном стању, а Декс Алексис са круном како замишља себе као краљицу Молдавије. Аманда је пронашла пијаног Декса па су поново водили љубав − али их је на гомили ухватила Алексис. Алексис и Декс су се развели као и Аманда и Мајкл. Кад је Алексис открила да ју је Гален варао, молдавијска породица је отишла за Лисабон и ништа се о њима више није чуло.
Аманда је остала сломљена јер Декс није хтео да наставља везу са њом. Почела је да се забавља са Клејем Фалмонтом, али га је њихово породично противништво отерало у загрљај Стивеновој бившој супрузи Семи Џо. Аманда је имала саобраћајну несрећу јер је возила под дејством алкохола, али је Блејк то заташкао. Како је била отуђена од мајка и осећала се одвојено из породице, Аманда је на крају покушала да се убије. Преживела је и помирила се са Алексис. Аманда је одлучила да настави да се забавља са Клејем. На крају сезоне 1986. године у епизоди „Избор илити освета”, Семи Џо је ухватила Аманду и Клеја како се љубе у хотелу "Ла Мираж" па су се њих две потукле и упале у базен у свечаним хаљинама. У међувремену је Амандина снаја Клаудија случајно изазвала пожар у хотелу.

### Сезона седам
На почетку седме сезоне у епизоди „Победа”, Аманда је остала заробљена у расулу насталом због пожара, али ју је спасио један тајанствени младић. За њега се испоставило да је Мајкл Кулхејн, бивши возач њеног оца који је добио отказ (и батине од Блејкових људи) у првој сезони јер се мувао са Фалон. Сада захвалан Мајклу, Блејк му је понудио посао назад, али опет није био срећан јер су Аманда и Мајкл почели да се забављају. Аманду је упозорила на Мајкла њена сестра Фалон, али је она одбила да га остави. На крају је узрујана и збуњена Аманда сазнала да се Мајкл обогатио и користи је како би се приближио Блејку, а последњи пут је виђена у епизоди „Бушотина” 7. јануара 1987. године. У епизоди „Портрет”, Блејк је објаснио Мајклу да се Аманда вратила у Енглеску да "размисли". Лик се више није ни појавио нити је помињан у остатку серије.

## Пријем
Оксенбергова је освојила Награду за сапуницу 1985. године за Изванредну споредну глумицу и женску новопридошлицу.